# موريس تايلر
موريس تايلر (بالإنجليزية: Maurice Tyler)‏ هو لاعب كرة قدم أمريكية أمريكي، ولد في 19 يوليو 1950 في بالتيمور في الولايات المتحدة.

## وصلات خارجية
- موريس تايلر على موقع مرجع كرة القدم المحترفة.كوم (الإنجليزية)